# カルロス・パオレーラ

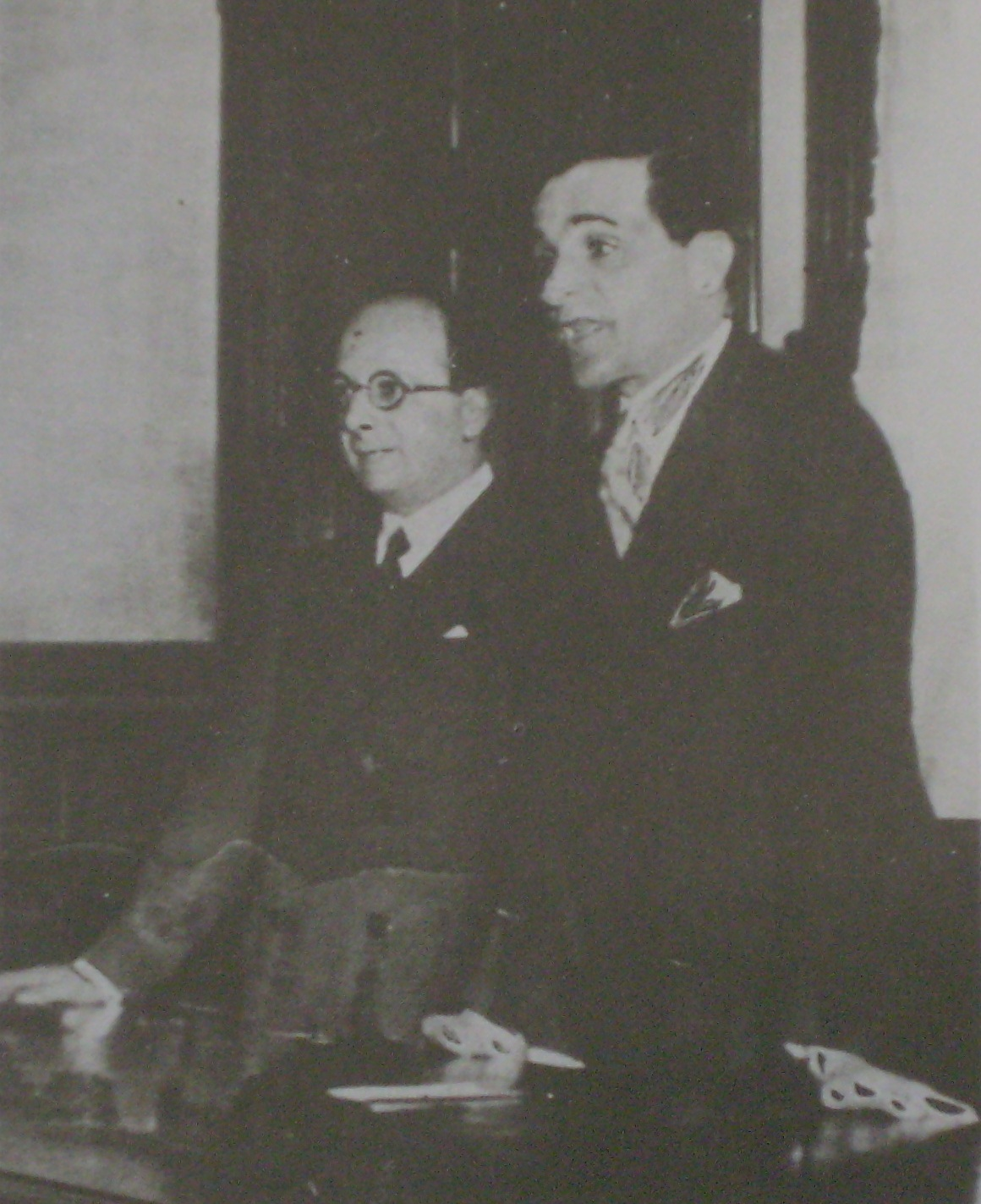
カルロス・パオレーラ　1971年

カルロス・マリア・デッラ・パオレーラ（Carlos Maria Della Paolera、1890年9月7日 - 1960年9月15日）は、アルゼンチンの都市計画家。都市研究者。
1949年に「世界都市計画の日」を提唱（シンボルマークも発案）。
ブエノスアイレス大学の工学分野土木技術者課程に学び、1912年、給水計画に関する論文で卒業し技術者資格を得る。その後パリに渡りソルボンヌ大学（現・パリ大学）に留学、都市開発学院に入学、所定の教育課程を修了、南米出身で初の同大学都市工学士の学士号を得た。その後マルセル・ポエ(Marcel Poete)の下に1921年から1928年までにパリ大学都市計画研究所（Institut d'Urbanisme, Universite de Paris）に在籍。最初の南米からの大学院生であった。卒業とともに帰国してからは母国の都市問題に取り組む。
1939年には、ロザリオ市にあるリトラル大学がアルゼンチンで初めて都市工学講座を設置し、同大学の正教授に就任。その後はブエノスアイレス大学にも奉職し研究と教育の傍ら、都市計画立案を多く手がけた。第二次世界大戦後の1949年、ブエノスアイレス大学にセルバンテススーペリア・デ・ウルバニスモを設立。
彼は都市計画にボザール"幾何学"のアプローチの支持者だった。特定の興味の一つは、首都圏のオープンスペースの提供であり、適切な環境の概念の初期の提唱者となった。主な計画の研究はブエノスアイレスのためであったが、ラプラタ、ロサリオ（サンタフェ）、とTaf（トゥクマン州）概案を含むウルグアイやアルゼンチン他の都市で多数の開発政策提言に取り組んだ。